# Islas Ballestas
Islas Ballestas er en gruppe af små øer nær byen Paracas i Paracasdistriktet i Piscoprovinsen i regionen Ica, der ligger på den sydlige kyst af Peru. De består hovedsagelig af klippeformationer og dækker et anslået areal på 0,12 km². Øerne er et vigtigt habitat for  guanayguano-fuglen, den blåfodede sule. Derudover bor der også Humboldtpingviner og to arter af sæler (pelssæler og søløver).
13°44′09″S 76°23′47″V / 13.73583°S 76.39639°V